# György Endre (politikus)
György Endre (Huszt, 1848. március 18. – Budapest, 1927. január 15.) magyar politikus, földművelésügyi miniszter, közgazdasági író, az MTA tagja (levelező: 1879, rendes: 1919). György Aladár testvére.

## Életrajza
György József megyei orvos és Lator Borbála fia. Középiskolai tanulmányait szülővárosában, azután a jogot Debrecenben és a pesti egyetemen végezte, ahol 1869-ben a statisztikai tanfolyamot is hallgatta. Ez időben az országgyűlési ifjuságnak tagja volt. Az önkéntesi évét is ekkor töltötte le, majd 1870-ben a közmunka- és közlekedési minisztériumba lépett, ahol különösen a vasúti osztályban csakhamar tekintélyre tett szert. Több ízben küldték ki tanulmányútra Európa különböző országaiba. Sok ideig tartózkodott Angliában, Oroszországban, de északon és keleten is megfordult.
1872. szeptember 4-én Pesten, a Kálvin téri református templomban feleségül vette a nála 11 évvel idősebb Szentpály Klementint, Buday Lőrinc özvegyét. 1878-ban sógora Szentpály Jenő visszaléptekor országgyűlési képviselővé választották a halmi (Ugocsa vármegye) kerületben, s azután újból egy félév kihagyásával (amikor 1884-ben a később öngyilkosságot elkövető Gyengő Lászlót választották meg) e kerületet, 1887-től 1890-ig pedig Bereg vármegye, Munkács kerületét képviselte. 1879. május 22-én a Magyar Tudományos Akadémia megválasztotta levelező tagjává. Mint vasúti szakember, különösen a vicinális vasutak létesítése körül (nagy-becskerek-nagy-kikindai, marosvásárhely-szászrégeni, debrecen-hajdúnánási, debrecen-nagylétai sat.) szerzett érdemeket; mint nemzetgazda a népbankok, szövetkezetek, különösen a pest megyeiek ügyében fáradozott sokat. Mint egyházi férfi, a máramaros-ugocsa vármegyei református egyházmegye, a tiszántúli református egyházkerület és a konvent állandó tagja volt. Az akadémia nemzetgazdasági bizottságának több évig volt titkára.
A Balkán-félszigeten hatszor tartózkodott hosszabb ideig és alaposan ismerte e tartományok viszonyait. Tagja volt a közlekedésügyi tanácsnak, a statisztikai tanácsnak, valamint a tarifabizottságnak. Az országgyűlésen többször szólalt fel önállóan pl. a pest-zimonyi vasút, az ipartörvény revíziója kérdésében. Később a szövetkezeti bank igazgatója, a debrecen-hajdunánási, marosvásárhely-szászrégeni és több vasút igazgatótanácsosa, illetve a National Railway Associationnek is tagja lett. 1891. augusztus 6-án Munkács díszpolgárává választották. 1905. június 18-a és október 18-a között földművelésügyi miniszter volt a Fejérváry-kormányban, 1919-től az MTA nemzetgazdasági bizottságának titkáraként működött.

## Fontosabb művei
- A különbözési árszabályok jogosultsága és hatása (Bp., 1876)
- A dunagőzhajózási társaság és a magyar érdekek (Bp., 1883)
- A kisbirtoki hitelszervezet hiányai (Bp., 1885)
- A középbirtokos hitele és szövetkezeti raktár kérdése (Bp., 1902)
- Közgazdasági tanulmányaim (Bp., 1905)
- Escott Thomas Hay Sweet: A mai Anglia Ford. (Bp., 1905)